# جنون (فیلم ۲۰۱۵ آمریکایی)
جنون (به انگلیسی: The Wannabe) فیلمی محصول سال ۲۰۱۵ و به کارگردانی نیک ساندو است. در این فیلم بازیگرانی همچون وینسنت پیازا، پاتریشا آرکت، مایکل امپریولی، داگ ای. داگ، وینچنزو آماتو، دیوید زایاس، دومنیک لامباردوتزی، جوزف سیراوو، نیک ساندو، مایک استار، اسلین، جان گاتی و نیل هاف ایفای نقش کرده‌اند.